# Комендантівська сільська рада
Комендантівська сільська рада — колишній орган місцевого самоврядування у Кобеляцькому районі Полтавської області з центром у c. Комендантівка.

## Населені пункти
Сільраді були підпорядковані населені пункти:
- c. Комендантівка
- с. Дабинівка
- с. Колісники
- с. Криничне
- с. Олександрія
- с. Пилипенки
- с. Порубаї
- с. Черемушки